# Wacław Oleksy
Wacław Julian Oleksy (ur. 16 lutego 1955 w Nowym Sączu) – polski urzędnik konsularny, Konsul Generalny RP w Monachium (2002–2006).

## Życiorys
Ukończył I Liceum Ogólnokształcące im. Jana Długosza w Nowym Sączu (1973), a następnie handel zagraniczny w Szkole Głównej Planowania i Statystyki w Warszawie (1978, magisterium u Eufemii Teichmann). W listopadzie tego samego roku rozpoczął pracę w Ministerstwie Spraw Zagranicznych. Uczestniczył w misji ONZ w Namibii. Pracował jako urzędnik konsularny w Kolonii i Berlinie (1991–2002), Konsul Generalny RP w Monachium (2002–2006), w Tallinnie jako konsul (2012–2018). Po powrocie do centrali został skierowany do Biura Rzecznika Prasowego. W maju 2020 przeszedł na emeryturę. W czerwcu tego samego roku został odznaczony przez Ministra Spraw Zagranicznych Jacka Czaputowicza Odznaką Honorową „Bene Merito”.
Odznaczony także Wielkim Krzyżem Orderu Zasługi Republiki Federalnej Niemiec oraz Orderem Białej Gwiazdy IV klasy Republiki Estońskiej (13 marca 2002).
Żona Wanda, synowie Tomasz i Mateusz.
Syn Józefa i Michaliny z domu Waśko. Brat Bogumiły (ur. 1940), Mariana (1944–2016) i Józefa (1946–2015).